# 歌敷山
歌敷山（うたしきやま）は、兵庫県神戸市垂水区の町名。郵便番号は655-0037。

## 地理
垂水区南部の西垂水地区（旧西垂水村）に位置する。東は霞ケ丘、北は星陵台、南は五色山、西は東舞子町に接する。

## 交通

### バス
- 山陽バス - 歌敷山中学校前停留所・歌敷山停留所

### 鉄道
- 山陽電気鉄道本線 - 1964年6月1日まで歌敷山駅が存在していた。

## 施設

### 教育機関
- 神戸市立歌敷山中学校
- 歌敷山保育園
- 愛徳学園中学校・高等学校
- 愛徳学園小学校